# アバディーン採石場
アバディーン採石場は、アメリカ合衆国コロラド州ガニソン郡にある花崗岩の採石場で、現在は閉山している。ガニソンの南南西11km（7マイル）のサウス・ビーバー・クリーク沿いにある。
コロラド州議会議事堂を建設する際に花崗岩を供給するため、1889年から1892年までの間に活発に採掘された。その後も、少なくとも30年間は少量の花崗岩が散発的に採石され続けた。現在、放置された採石場とそれに隣接する町の敷地は、地元の歴史協会が所有しており、採石場はガニソン郡の歴史的建造物として認識されている。
この採石場は、スコットランドの花崗岩生産都市アバディーンにちなんで名づけられた。

## 地質学

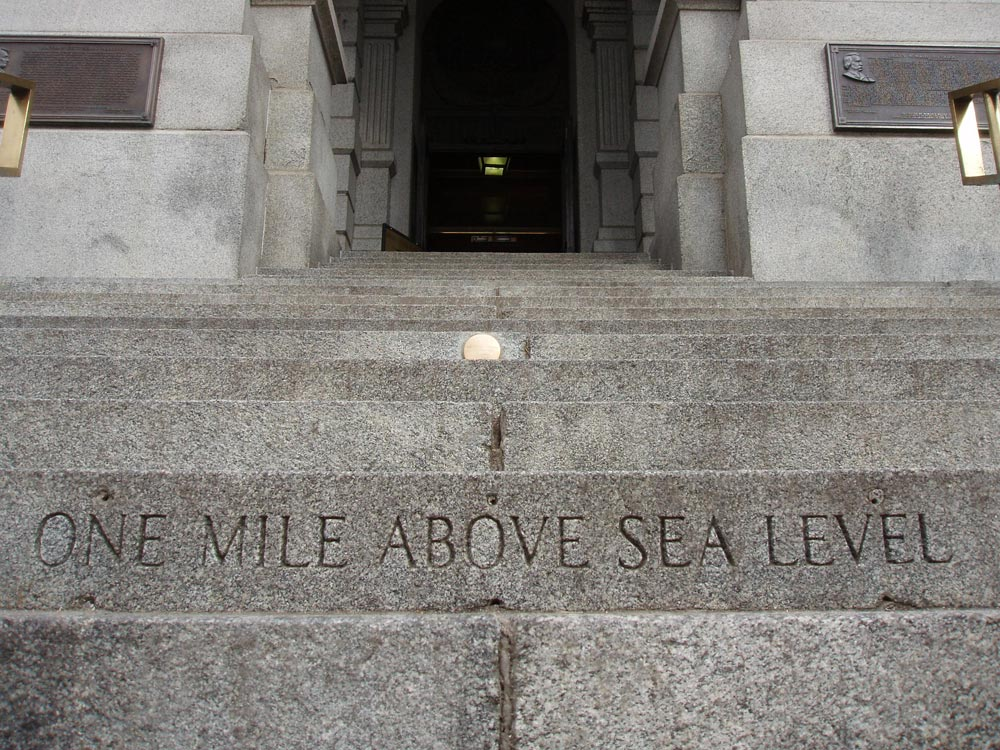
コロラド州会議事堂の階段と外壁に見られるアバディーン産花崗岩の質感と色彩

ガニソン環状複合体の一部であり、幅9.7km(6マイル)の環状岩脈の南西端に位置している。この岩脈は約17億年前に主に角閃岩とメタ砂岩からなる原生代の変成岩に貫入したもので、隣接する原生代の変成岩とその上にある若い岩石の浸食と除去によってトーナル岩、花崗閃緑岩、花崗岩からなる岩脈が露出したものである。2001年に地質学者によって地図が作成されたとき、この採石場はトナライトと花崗閃緑岩の地図区画内にあった。

## 歴史
1889年4月、地元の石工フレデリック・G・ズゲルダーは、ガニソン郊外のサウス・ビーバー・クリークにそびえ立つ花崗岩の露頭で鉱区請求権を申請。ズゲルダーはその花崗岩の品質を認め、デンバーに建設される州議会議事堂の外装に使用する石材を選ぶ役割を担っていた管理者たちに、その請求権から採取したサンプルを提示した。建物管理者たちは、州内の何十もの岩石サンプルを調査し、数年後に必要な花崗岩を供給できる採石場とそれぞれの採石可能容量を検討し、1889年6月26日にズゲルダー採石場の花崗岩が州議会議事堂の上部構造に使用されることが発表された。 数日のうちに、スコットランド人のデビッド・ダフ・シーリー（議事堂建設業者の一人）、ズゲルダー、そしてズゲルダーの従兄弟が採石場の所有権を申請。この請求権により、採石場はアバディーンと呼ばれるようになった。
ウィリアム・ゲッデス・アンド・シーリーは議事堂の上部構造の建設を請け負っており、アバディーンでの採石を監督したのもこの会社だった。ズグレーダーは、採石場でヤード長などいくつかの役割を担った。仕事は早く、採石は数週間で始まった。
当時、採石場へのアクセスには馬車道しかなく、採石された石を鉄道で輸送するためにナローゲージのデンバー・アンド・リオ・グランデ鉄道が採石場の北約8.0km (5マイル)の地点を通る支線を、自費で建設することに同意した。1889年6月30日に建設が開始され、1ヶ月以内に必要な採石機材が搬入された。8月1日までに50人から60人の労働者が採石場で働き、8月14日には最初の花崗岩の荷がデンバーに送られた。
アバディーンの小さなコミュニティは、採石場付近のサウス・ビーバー・クリーク沿いに生まれ、議事堂の花崗岩が採石されていた3年間の人口は150〜200人だったと推定されている。アバディーン郵便局は、1890年と1891年にこの地域を管轄していた。小さな学校と雑貨店があり、労働者の多くは大きな共同寝室で生活し、食堂で食事をしていた。その他、家族連れの人たちなどは、小屋やテントで生活していた。

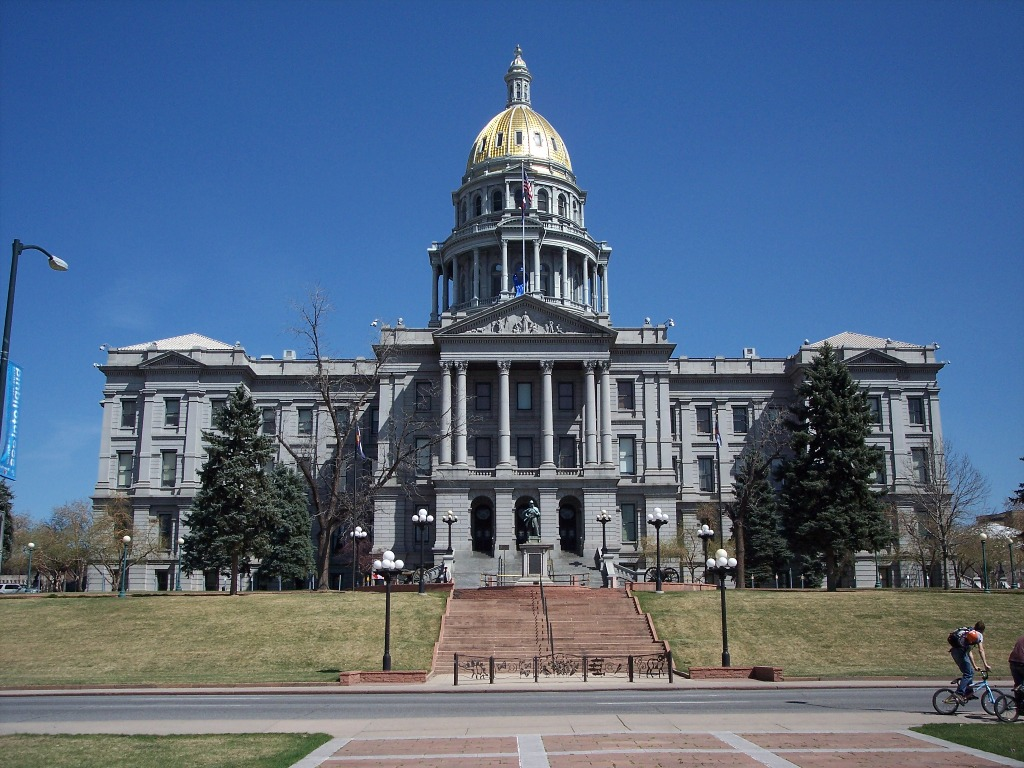
コロラド州会議事堂の外壁に見られる灰色のアバディーン花崗岩（2006年)

熟練の採石工のほぼ全員が、メイン州、マサチューセッツ州、ペンシルベニア州、ミズーリ州など、他の地域から採用された。1891年6月に採石労働組合がストライキを呼びかけたとき、これらの採石労働者の腕前は明らかになった。採石労働者の要求の中には、労働時間を1日10時間から9時間に短縮すること、日曜日を休みにすることが含まれていた。また、週給の据え置きも要求した。請負業者のゲディスとシーリーは抵抗し、ストライカーの代わりに非組合員を雇うことにしたが、生産量があまりに低かったため、会社はわずか1週間後に和解を求めた。それにより、ストライキ参加者の要求のほとんどが満たされ、彼らは翌日から仕事に復帰した。
デンバーに輸送された花崗岩のブロックは大きく、10トンや12トンのものもあった。出荷された最大のブロックの重さは20トンで、これが建物の礎石となり、1890年7月4日に盛大に据えられた。3年間の製造期間中、毎週平均40台分の石材が出荷された。ブロックがデンバーに到着すると、馬が石を建築現場まで運んだ。石切り職人や石留め職人を含む250人の作業員が、石の準備と配置を行った。建築家の計画では、約2万個のさまざまな大きさや形の石が必要だった。

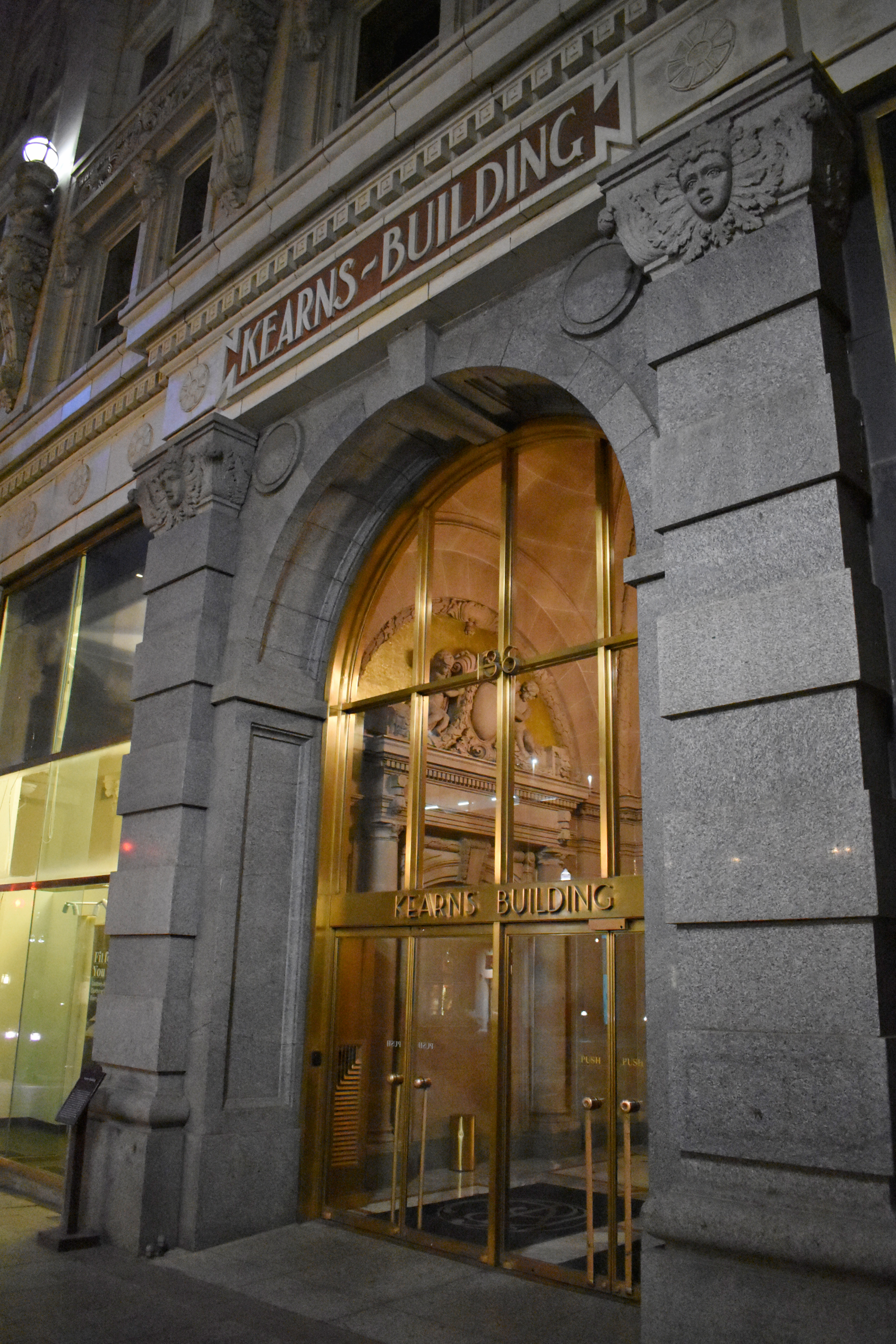
カーンズ・ビルに見られる灰色のアバディーン産花崗岩（2019年）

1892年6月15日、最後の石が出荷され、アバディーン採石場は閉鎖された。34ヶ月の生産期間中、280,000立方フィート(7,900m3)、または24,000トンの花崗岩が切り出され、デンバーに出荷されたと推定されている。その後、採石場の経営者たちは他の市場を探したが、採石場を営業し続けることを正当化できるような花崗岩のニーズは見つからなかった。アバディーンの町はすぐに立ち退き、人口が回復することはなかった。デンバー・アンド・リオ・グランド鉄道もアバディーンへの支線を廃止し、線路は1904年に撤去され、鉄道のアクセスのない採石場の再開の望みはほとんどくなった。
その後数十年にわたり、花崗岩は商業ビルや住宅、墓石などのより小規模なプロジェクトのために採石された。1階の柱と入り口のアーチの石は、1911年に完成したソルトレイク・シティのカーンズ・ビル向けに切り出された。おそらく最後の大規模なプロジェクトは、1912年にデンバーの州立博物館の基礎に花崗岩を提供した時であろう。この時、追加の採石作業により280m3（10,000立方フィート）の石材が生産されたと推定されている。1889年から1912年までの合計で、この採石場は8,200m3（29万立方フィート）、24,500トンの花崗岩を生産した。1912年以降の石材生産量はごく僅かで、散発的なものであった。

## アバディーンへのアクセス
1991年、採石場はガニソン郡開拓・歴史協会に譲渡された。この土地は、土地管理局のハートマン・ロックス・レクリエーション・エリア内にあり、四駆車道路やマウンテンバイク、オートバイ用のトレイルが網の目のように張り巡らされている。パワーライン・ロードの採石場の上部にある駐車場から、採石場まで歩いて行くことができる。採石場のすぐ西にあるアバディーンの廃墟も訪れることができるが、建物は残っていない。アクセスは夏と秋がベスト。